# Joaquín González Muela
Joaquín González Muela, (Madrid, 1915 - Radnor, 19 de marzo de 2002), romanista, crítico literario y medievalista español.

## Biografía
En 1946 se doctoró en Filosofía y Letras por la Universidad de Madrid y fue lector de español en Suiza (Universidades de Berna y Basilea) y en Inglaterra (Universidad de Mánchester), así como en el King´s College de Durham. Fue profesor en las Universidades de Oregón y Western Reserve y en el Bryn Mawr College entre 1958 y 1959, adonde volvió como profesor en 1964. Fue Guggenheim Fellow entre 1963 y 1964, y recibió honores del American Council of Learned Societies y la American Philosophical Society. En 1983, año de su jubilación, fue galardonado por la Lindback Foundation Award for Distinguished Teaching. 
Ha estudiado principalmente la literatura medieval (en especial El caballero Zifar, del que ha realizado una edición, y la obra de Alfonso Martínez de Toledo, y, poeta él mismo, la poesía española del siglo XX. Es recordado como un excelente profesor, siempre al servicio de sus alumnos. Hizo contribuciones a docenas de libros, entre ellos alguno sobre la Guerra Civil y a gramáticas de español para extranjeros. También escribió numerosos artículos para las revistas de su especialidad. Como denominación más exacta propuso nombrar a la Generación del 27 "Generación de Guillén-Lorca". Tradujo, además, Hemingway en España de Edward F. Stanton.

## Obras

### Estudios
- El infinitivo en el Corbacho del Arcipreste de Talavera, Granada: Universidad de Granada, 1954.
- La realidad y Jorge Guillén, Madrid: Ínsula, 1962.
- Gramática de la poesía. Barcelona: Planeta, 1976.
- La nueva poesía española (Gloria Fuertes, Ángel González, Valente, Claudio Rodríguez, Jaime Gil de Biedma, Vázquez Montalbán, Pedro Gimferrer. Con un capítulo final sobre las antologías de poesía nueva), Madrid, Alcalá, 1973
- Bartolomé José Gallardo, gramático. Badajoz: Diputación Provincial, 1952
- El lenguaje poético de la generación Guillén-Lorca, Madrid: Ínsula, 1955.
- La sintagmática en la poesía, Louvain: Centre International de Dialectologie Générale, 1952.
- Manual de Composición Española, Prentice-Hall, 1969

### Ediciones
- VV. AA., La generación poética de 1927. Estudio - Bibliografía - Cronología - Antología (Pedro Salinas - Jorge Guillén - Federico García Lorca - Rafale Alberti - Emilio Prados - Manuel Altolaguirre - Vicente Aleixandre - Luis Cernuda - Dámaso Alonso - Gerardo Diego - Fernando Villalón - León Felipe - José Moreno Villa - Ramón de Basterra - Antonio Espina - Adriano del Valle - Mauricio Bacarisse - Juan José Domenchina - Pedro Garfias - Juan Larrea - Guillermo de Torre y José María Hinojosa), ed. de Joaquín González Muela en colaboración con Juan Manuel Rozas. Madrid, Alcalá, 1966; segunda edición muy ampliada en Madrid: Ediciones Alcalá, 1974 y 3.ª ed. también muy ampliada, Madrid, Istmo, 1986.
- Anónimo, Libro del caballero Zifar, ed. de Joaquín González Muela. Madrid: Castalia, 1982.
- Pedro Salinas, La voz a ti debida. Razón de amor, ed. de Joaquín González Muela. Madrid, Castalia, 1969.
- Alfonso Martínez de Toledo, Arcipreste de Talavera o Corbacho, ed. de Joaquín González Muela (Madrid: Castalia, 1969.

### Memorias
- La ilusión no acaba: memorias de un mozo de la quinta del 36. Madrid: Castalia, 1985.

- Datos: Q5932036